# Amirides
Ne doit pas être confondu avec Banu 'Amir.

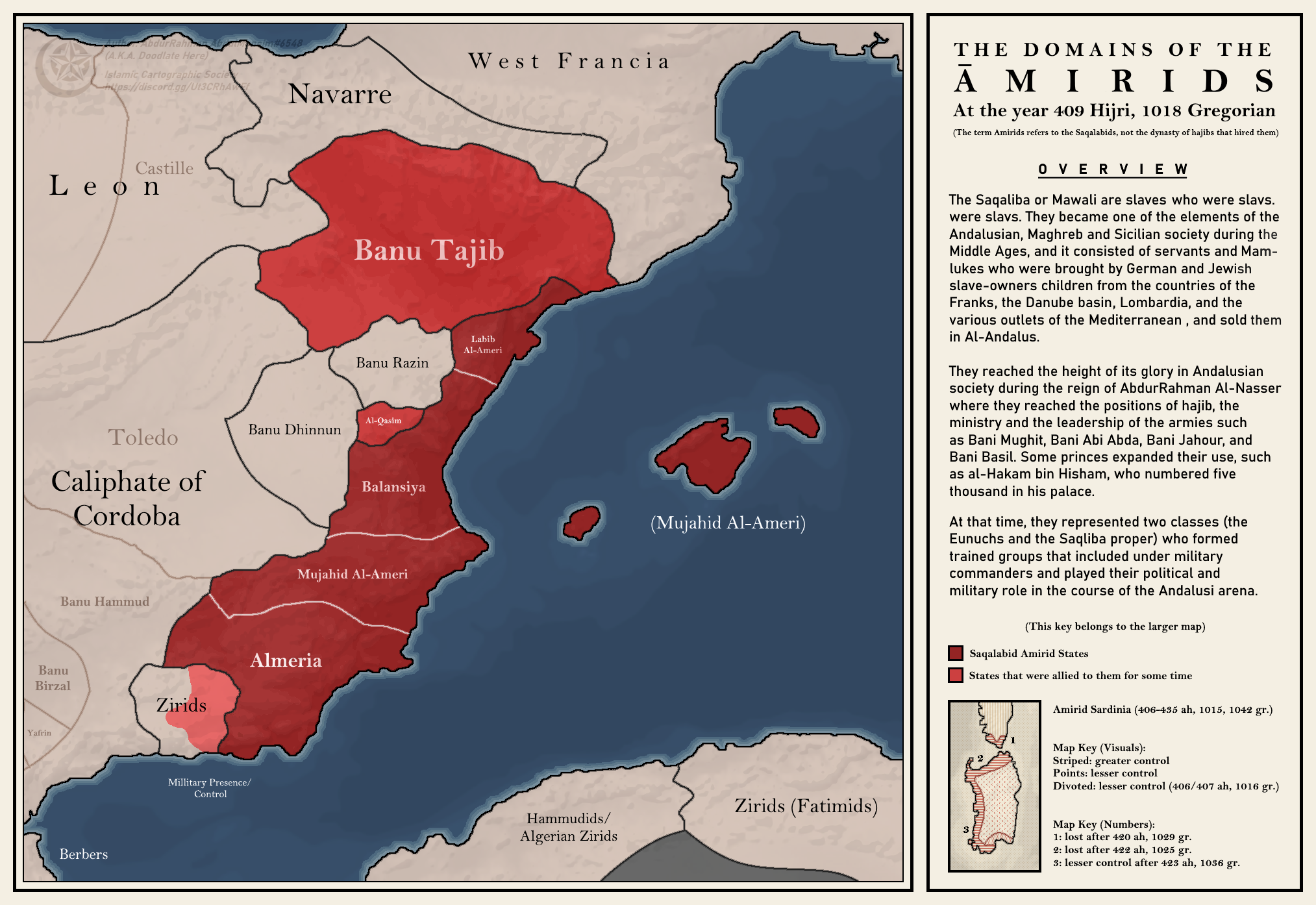
Une carte montrant l'étendue de l'alliance saqalabide affiliée aux ʿĀmirides en 409 de l'Hégire (1018 de l'ère grégorienne), incluant les possessions en Sardaigne et en Corse.

Les ʿĀmirides (ou Banū ʿĀmir) sont les descendants et les clients Ṣaqlabī (Slaves) de la maison du ḥājib ʿĀmir Muḥammad al-Manṣūr, le dirigeant de facto du califat omeyyade de Cordoue de 976 à 1002. Une série de dictateurs ʿĀmirides exercent le pouvoir derrière le trône califal pendant le long règne de Hishām II. Quatre dynasties ʿĀmirides se forment pendant la période des taifas (royaumes de taifas) qui suit l’effondrement du califat : celles de Valence, Dénia, Almería et Tortosa.,,

## Ḥājibs
La liste suivante est tirée de Catlos 2018, p. 435.
- Muḥammad ibn Abi ʿĀmir al-Manṣūr : 981–1002
- Abd al-Malik al-Muzaffar, fils du précédent : 1002–1008
- ʿAbd al-Raḥmān Sanchuelo, frère du précédent : 1008–1009

## Dynasties Ṣaqlabī

### Valence
La liste suivante est tirée de Bosworth 1996, p. 19.
- Mubarak and Muzaffar (en): 1010/11–1017/18[2]
de Tortosa: 1017/18–1020/21
- ʿAbd al-ʿAzīz ibn ʿAbd al-Raḥmān ibn Abī ʿĀmir al-Manṣūr, fils de  Sanchuelo: 1020/21–1060
- ʿAbd al-Malik ibn ʿAbd al-ʿAzīz Niẓām al-Dawla al-Muẓaffar, fils du précédent : 1060–1065
des Dhuʾl-Nūnids: 1065–1075
- Abū Bakr ibn ʿAbd al-ʿAzīz al-Manṣūr, frère du précédent : 1075–1085
- ʿUthmān ibn Abī Bakr al-Qāḍī, fils du précédent.: 1085
des Dhuʾl-Nūnids

### Dénia
La liste suivante est tirée de Bosworth 1996, p. 17, qui les désigne comme les Banū Mujāhid. Mujāhid fait partie de la maison de Muḥammad ibn Abi ʿĀmir.
- Mujahid al-Amiri : c.1012–1045
- ʿAlī ibn Mujāhid Iqbāl al-Dawla: 1045–1076
des Houdides

### Almería
La liste suivante est tirée de Bosworth 1996, p. 17.
- Khayrān al-Ṣaqlabī: c.1013–1028
- Zuhayr al-Ṣaqlabī: 1028–1038
de Valence: 1038–1042
des Banū Ṣumādiḥ

### Tortosa
La liste suivante est tirée de Makki 1994, p. 59.
- Labib al-Fata al-Saqlabi (en) : 1021–1036
- Muqātil al-Ṣaqlabī: 1036–c.1046
- Nabil: c.1046–c.1060
to the Hūdids

## Sources
- (en) C. E. Bosworth, The New Islamic Dynasties: A Chronological and Genealogical Manual, Edinburgh University Press, 1996
- (en) Brian A. Catlos, Kingdoms of Faith: A New History of Islamic Spain, Hurst and Co., 2018
- (en) Mahmoud Makki (dir.), The Legacy of Muslim Spain, Brill, 1994, 3–87 p., « The Political History of al-Andalus (92/711–897/1492) »
- (en) C. F. Seybold, « ʿĀmirids », dans The encyclopaedia of Islam, vol. I, Brill, 1960 (ISBN 978-90-04-08114-7), p. 446